# Cirsodes yungaria
Cirsodes yungaria är en fjärilsart som beskrevs av Charles Oberthür 1911. Cirsodes yungaria ingår i släktet Cirsodes och familjen mätare. Inga underarter finns listade i Catalogue of Life.